# MOD Pizza
O MOD Pizza é uma cadeia americana de pizzarias fast casual com sede em Seattle, Washington. Fundada em 2008, a MOD tem mais de 560 locais em dezembro de 2023 nos Estados Unidos e dois locais no Canadá.

## Conceito e produtos
O nome da empresa é um acrônimo que significa "Made on Demand". A MOD Pizza opera como um restaurante no estilo "faça você mesmo", semelhante a outras cadeias de fast casual, como Chipotle Mexican Grill ou Subway Restaurants, em que a comida é feita na frente do cliente sob demanda.
A MOD Pizza oferece pizzas individuais e personalizáveis. Os clientes especificam os ingredientes que desejam incluir em seu pedido e observam o processo de preparação, embora o restaurante também ofereça combinações recomendadas. As pizzas são então cozidas por "três minutos em um forno de 800°".
A decoração e o layout dos restaurantes MOD foram descritos como "adequados para famílias". O interior de cada restaurante MOD é único e "inspirado localmente". Embora todos os restaurantes incluam fotos de funcionários, clientes e fundadores.